# Josef Vojta
Josef Vojta (Plzen, Checoslovaquia, 19 de abril de 1935 – 6 de marzo de 2023) fue un futbolista checo que jugó en la posición de centrocampista.

## Trayectoria

### Carrera profesional
Inició como juvenil en el FK Ústí nad Labem. Durante su carrera profesional con el club que jugó más tiempo (1960-1968) fue el Sparta de Praga en la Primera División de Checoslovaquia. Entre 1960 y 1968 jugó en 351 partidos y anotó 77 goles desde su posición de mediocampista. Fue capitán de la Selección Nacional de Checoslovaquia en 13 ocasiones, anotó 3 goles y fue parte del equipo que ganó la medalla de bronce en la Eurocopa 1960, ganando también la medalla de plata en el equipo que participó en los Juegos Olímpicos de 1964, celebrados en Japón. Vojta fue famoso por su estilo muy duro para jugar, siendo el futbolista más duro en la década de los 60 en Checoslovaquia. También fue famoso por su versatilidad, ya que en su posición de medio campo, podía jugar como atacante y como mediocampista. Un avanzado del futbol total que presentaría Holanda en la década siguiente. Dejó el Sparta de Praga en 1968 y fue a jugar con el FK Chomutov, FK Meteor Praga y otros clubes pequeños de la Liga de Futbol Checa. Finalizó su carrera profesional como futbolista a finales de la década de los 70. Vojta aún llegó a jugar futbol de manera informal con jugadores del equipo del Sparta de Praga. En el año 2010, entró al Salón de la Fama del Sparta de Praga

## Carrera

### Club
| Periodo   | Club                   |
| --------- | ---------------------- |
| 1956      | ČH Bratislava          |
| 1957-1958 | TJ Rudá hvězda Brno    |
| 1958-1959 | Spartak Ústí nad Labem |
| 1959–1968 | AC Sparta Praga        |
| 1968–1971 | FC Chomutov            |
| 1971-1972 | FK Meteor Praha VIII   |
| 1972-1973 | FK Mělník              |

### Selección nacional
Jugó para Checoslovaquia en 7 ocasiones de 1960 a 1966; participó en la Eurocopa 1960 y ganó la medalla de plata en los Juegos Olímpicos de Tokio 1964.

## Logros

### Club
- Czechoslovak First League: 1964–65, 1966–67
- Czechoslovak Cup: 1964
- Copa Mitropa: 1964

### Distinciones
- Miembro del Salón de la Fama del Sparta Praga en 2010.